# Hans-Georg Wagner (Politiker)
Hans-Georg Wagner (* 26. November 1938 in Sankt Wendel-Niederlinxweiler, Saarland; † 15. Mai 2025) war ein deutscher Politiker (SPD).
Er war Regierungsbauamtmann, ab 1975 Mitglied des Landtags von Saarland und von 2002 bis 2005 Parlamentarischer Staatssekretär beim Bundesminister der Verteidigung.

## Ausbildung und Beruf
Nach dem Besuch des Gymnasiums und der Berufsschule besuchte Wagner die Fachhochschule Koblenz. Hier beendete er sein Studium als Diplom-Ingenieur – Fachrichtung Architektur (FH). Er war dann als Beamter (Regierungsbauamtmann) beim Staatlichen Hoch- und Klinikbauamt in Saarbrücken tätig.
Hans Georg Wagner war verheiratet und hatte einen Sohn.

## Partei
Seit 1957 war Wagner Mitglied der SPD, von 1990 bis 2000 stellvertretender Landesvorsitzender der SPD im Saarland.

## Abgeordneter
Ab 1974 war Wagner Mitglied im Gemeinderat von Eppelborn; von 1975 bis 1991 war er Mitglied des Landtages des Saarlandes. Hier war er von 1975 bis 1990 Parlamentarischer Geschäftsführer und stellvertretender Vorsitzender der SPD-Fraktion.
Von 1990 bis 2005 war er Mitglied des Deutschen Bundestages. Von 1998 bis 2002 war er hier Vorsitzender der Arbeitsgruppe Haushalt der SPD-Bundestagsfraktion.
Hans Georg Wagner zog stets als direkt gewählter Abgeordneter des Wahlkreises Sankt Wendel in den Bundestag ein.

## Öffentliche Ämter
Nach der Bundestagswahl 2002 wurde Wagner am 27. Oktober als Parlamentarischer Staatssekretär beim Bundesminister der Verteidigung in die von Bundeskanzler Gerhard Schröder geführte Bundesregierung berufen. Nach der Bundestagswahl 2005 schied er am 22. November aus dem Amt.

## Ehrenämter
Wagner war seit 1981 ehrenamtlich für den Bund Deutscher Baumeister, Architekten und Ingenieure (BDB) tätig und war 20 Jahre lang dessen Präsident. 2019 wurde er zum Ehrenpräsidenten des BDB gewählt. Wagner war ehrenamtlich als Präsident des Arbeiter-Samariter-Bundes im Saarland tätig. Außerdem war er Mitglied im Mérite European Deutschland e. V. und Mitglied des Europaverbandes der Selbständigen e. V.